# ホゼア・ギア
ホゼア・ギア（Hosea Gear 1984年3月16日 - ）は、ニュージーランド出身のラグビーユニオン選手。ポジションはウィング。身長188cm、体重100kg。

## 人物
1984年3月16日、ニュージーランドのギズボーンで出生。
兄は元オールブラックスで元近鉄に所属していたリコ・ギア(Rico Gear)である。
※日本語表記では「ホセ・ギア」となる場合もある。

## キャリア
ギズボーン・ボーイズハイスクール卒業、ハイスクール在学中の2002年に、ポヴァティ・ベイ州代表に入る。ヴィクトリア大学ウェリントンに進学、2003年、ラグビー19歳以下ニュージーランド代表、セブンス代表に選出される。同年、ノースハーバー州代表に移籍する。
2004年、ウェリントン州代表に移籍、スーパー14(現スーパーラグビー)のハリケーンズに入る。同年、21歳以下代表(～2005年と2年連続)に、ニュージーランドマオリにも選出される。マオリにはその後2006年、2007年にも選出。
2008年、エアニュージーランドカップ(現ITM CUP)でシーズン最多トライ。同年、オールブラックスに選出され、11月1日、オーストラリア戦で代表デビュー。
2010年、インドで開催された2010年コモンウェルスゲームズのラグビーセブンスニュージーランド代表に選出される。同年、オールブラックス欧州ツアーにも選出され、4試合中3試合でトライ(いずれもファーストトライ)を決めるなど活躍する。
2014年、トップウェストAのHonda HEATに加入し1シーズンプレーした。
2015年はチーフスに加入した。

## リンク
- スーパーラグビー チーフスの選手紹介
- Hurricanes Profile
- All Blacks ID=1079
- ホンダヒート2014年度メンバー紹介